# Carlos Moratorio
Carlos Alberto Moratorio (* 10. November 1929 in La Cruz, Corrientes; † 7. März 2010) war ein argentinischer Reiter.
Er gewann mit Chalan die Einzel-Silbermedaille im Vielseitigkeitsreiten bei den Olympischen Sommerspielen 1964 in Tokio. Daraufhin wurde er 1964 als Argentiniens Sportler des Jahres ausgezeichnet. Moratorio nahm auch an den Olympischen Sommerspielen 1960 in Rom sowie den Olympischen Sommerspielen 1968 in Mexiko-Stadt teil. 1966 wurde er in Burghley Weltmeister im Einzelwettbewerb beim Vielseitigkeitsreiten. Von Beruf war er Kavallerieoffizier der argentinischen Armee.